# Rajka Baković
Rajka Baković (23. rujna 1920., Oruro, Bolivija - 29. prosinca 1941., Zagreb, Nezavisna Država Hrvatska) bila je zajedno sa svojom sestrom Zdenkom poznata zagrebačka ilegalka (sestre Baković), njihova obiteljska trafika u Nikolićevoj ulici bila je mjesto za vezu zagrebačkih ilegalaca na početku Drugog svjetskog rata.

## Životopis
Rajka je rođena u imućnoj obitelji bračkog iseljenika Frane Bakovića u bolivijskom rudarskom gradu Oruro, gdje je njen otac s bratom posjedovao hotel i trgovinu. Obitelj se 1921. vratila u Hrvatsku (koja je u međuvremenu postala dijelom Kraljevine Jugoslavije) radi školovanja djece (Zdenka, Jerko, Rajka i Mladen). Nakon pučke škole koju je završila na Braču, Rajka se s obitelji preselila u Zagreb, gdje je otac kupio kuću (trokatnica u Gundulićevoj ulici na broju 25.). Još kao gimnazijalka Rajka se približila lijevo orijentiranoj omladini, tako da je 1938. primljena u SKOJ. Te iste godine upisala se na Filozofski fakultet Zagrebačkog sveučilišta, i na fakultetu je nastavila s političkom aktivnošću, naročito se aktivirala u pripremama za izbore 1939.[da nisu parlamentarni izbori iz 1938.?] I cijela njezina obitelj; sestra Zdenka, braća i majka, bila je lijevo orijentirana i aktivna u svim organizacijama klasnog radničkog pokreta; od SKOJ-a i KPJ do URSSJ-a i lijevo orijentiranih ženskih i studentskih organizacija. Tako da je Rajka, uskoro postala znana svim zagrebačkim komunistima. Njihov stan postao je okupljalište lijevo orijentirane omladine, radnika i intelektualaca. 
Nakon smrti oca, obitelj Baković zapala je u novčane teškoće, zbog tog je 1939. kupila trafiku u Nikolićevoj ulici 7, pored ondašnjeg kina (danas Zagrebačko kazalište mladih). Ta trafika postala je punkt za vezu svih partijskih ilegalaca, a snabdijevala je materijalom i tehniku Centralnog komiteta Komunističke partije Hrvatske, u kojoj je radio i njezin brat Jerko. Nakon uspostave NDH, Rajka se zbog sigurnosti sklonila na Brač, ali se na jesen ponovno vratila na fakultet i zajedno s mlađim bratom Mladenom pomagala sestri Zdenki u vođenju trafike. 
Rajka je bila i povjerljivi kurir pokreta otpora, nosila je poruke u Beograd i druge gradove, a sudjelovala je i u akcijama udarnih skojevskih grupa, - paljenje drvenog stadiona u Maksimiru.No njihov ilegalni rad nije ostao neprimjećen, tako su u noći, 20. prosinca 1941., u stan obitelji Baković upali su agenti UNS-a, izvršili premetačinu i uhitili Zdenku, Rajku i brata Mladena. 
Obje sestre su podvrgnute teškim mučenjima kako bi odale svoje veze. Noću su mučene, ali danju su odvođene u trafiku na rad, nebi li se na taj način polovili ilegalci koji bi se eventualno pojavili, no policiji to nije pomoglo. Sestre nisu nikoga prokazale, usprkos teškim batinama. Nakon petodnevnog mučenja Rajka je 24. prosinca prevezena u bolnicu, a Zdenka je sutradan, vidjevši da joj nema sestre, u trenutku očaja iskoristila trenutak nepažnje svojih čuvara, otrgnula se od njih i bacila s četvrtog kata sjedišta UNS-a u Zvonimirovoj ulici i poginula. Rajka Baković je umrla od posljedica mučenja, 29. prosinca 1941.
O njihovoj smrti postoji i zapisnik Instituta za sudsku medicinu i kriminalistiku od 27. prosinca 1941. za Zdenku Baković i uputnica bolnice Sv. Duh Patološkom institutu za mrtvo tijelo Rajke Baković od 29. prosinca 1941. Kod obdukcijskog nalaza za Rajku Baković stoji između ostalog i ovo: "...Podlijevi krvi u obim donjim ekstremitetima zbog udaranja ..." te 
"podlijevi krvi u predjelu čela."
Rajka Baković je 24. srpnja 1953. godine proglašena narodnim herojem SFR Jugoslavije

## Sestre Baković nakon smrti
Sve do 1990-ih postojala je mala uličica - Prolaz sestara Baković, (jedno vrijeme Miškecov prolaz) u najužem središtu grada Zagreba. Na valu revolucionarno - demokratskih promjena tih godina sestre Baković su izgubile ulicu, a dobio ju je predratni prosjak Miškec (pravim imenom Mihael Erdec) koji je u tom prolazu bio inventar 1940-ih. Ta pomalo neobična odluka tadašnjeg saziva Odbora za imenovanje naselja, ulica i trgova zagrebačke Gradske skupštine, izazivala je u dijelu javnosti različite reakcije, od podsmijeha do otvorenih revolta.
Konceptualna umjetnica Sanja Iveković postavila je u sklopu svoje umjetničke akcije Operacije:grad 2008 rad “Tko su bile sestre Baković?”. Spomen ploču koju građani mogu sami ispisivati, na mjesto stare uništene ploče sestrama Baković u Miškecovom prolazu.
Tek na treću inicijativu HNS-a Odbor za imenovanje naselja, ulica i trgova zagrebačke Gradske skupštine jednoglasno je donio odluku 2009. da se Miškecov prolaz preimenuje ponovno u Prolaz sestara Baković.
Po sestrama Baković je također bila imenovana osnovna škola u Kušlanovoj ulici u Zagrebu.

## Vanjske poveznice
- Biografija Rajke Baković na portalu Narodni heroji Jugoslavije
- Biografija Rajke Baković, na portalu Forum mladih Pregrada  Arhivirana inačica izvorne stranice od 6. ožujka 2016. (Wayback Machine)
- Scene iz filma Duhovi Zagreba s portala youtube.com

- Pregled života sestara Baković većinom prema kazivanju njihovog brata Jerka